# Saaihalle

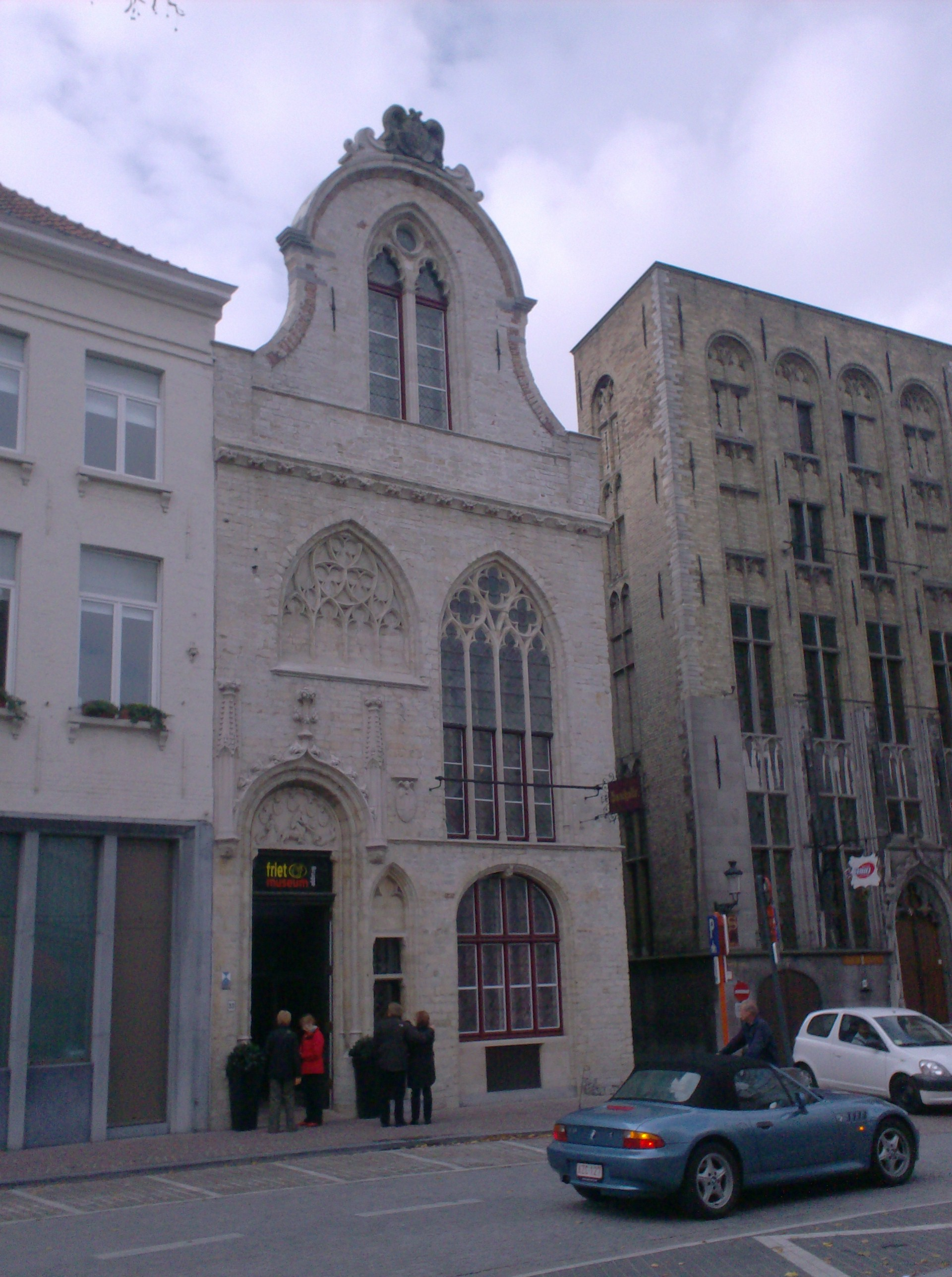
De Saaihalle

De Saaihalle of Natiehuis van de Genovezen, is een bouwwerk in Brugge. Het dateert uit de 14e eeuw en is het oudste gebouw van Brugge waarvan de datum vermeld is op de gevel. 

## Geschiedenis
Het gebouw is gelegen in de Vlamingstraat, op het voormalige Beursplein. Het gebouw omvat twee delen. In het oudste deel, dat dateert uit 1399, huisvestte de Italiaanse havenstad Genua haar commerciële vertegenwoordigers. Het wordt de Genuese loge genoemd. Het jongere gedeelte dateert uit 1441. In dat jaar werd er een aanpalende woning voor de consul in de Grauwwerkersstraat gebouwd. Andere steden, zoals o.a. Venetië en Florence hadden eveneens vertegenwoordigers in Brugge.
Na het economisch verval dat Brugge kende vanaf het eind van de 15e eeuw, ten gevolge van het slechte politieke klimaat, vertrokken de Genuezen uit de stad en verhuurden ze het gebouw aan particulieren. 
In de 17e eeuw werd de loge ter beschikking gesteld aan de saaiwevers, vandaar ook de huidige naam 'Saaihalle'. Saaien zijn lichte wollen stoffen. 
Na 1750 ging de saaihandel fel achteruit en de stad Brugge oordeelde geen belang meer te hebben in het behoud van deze eigendom, die hij verkocht. Het gebouw werd voor tal van bezigheden gebruikt: militaire opslagplaats, cabaret, herberg, tijdens de Eerste Wereldoorlog Duits soldatenbordeel en bioscoop. 
Een van de eigenaars was de kunstenaar Maximilien Van Lede die het gebouw in 1817 aankocht. Samen met zijn zoons ging hij over tot restauratie van het sinds jaren verwaarloosde gebouw.

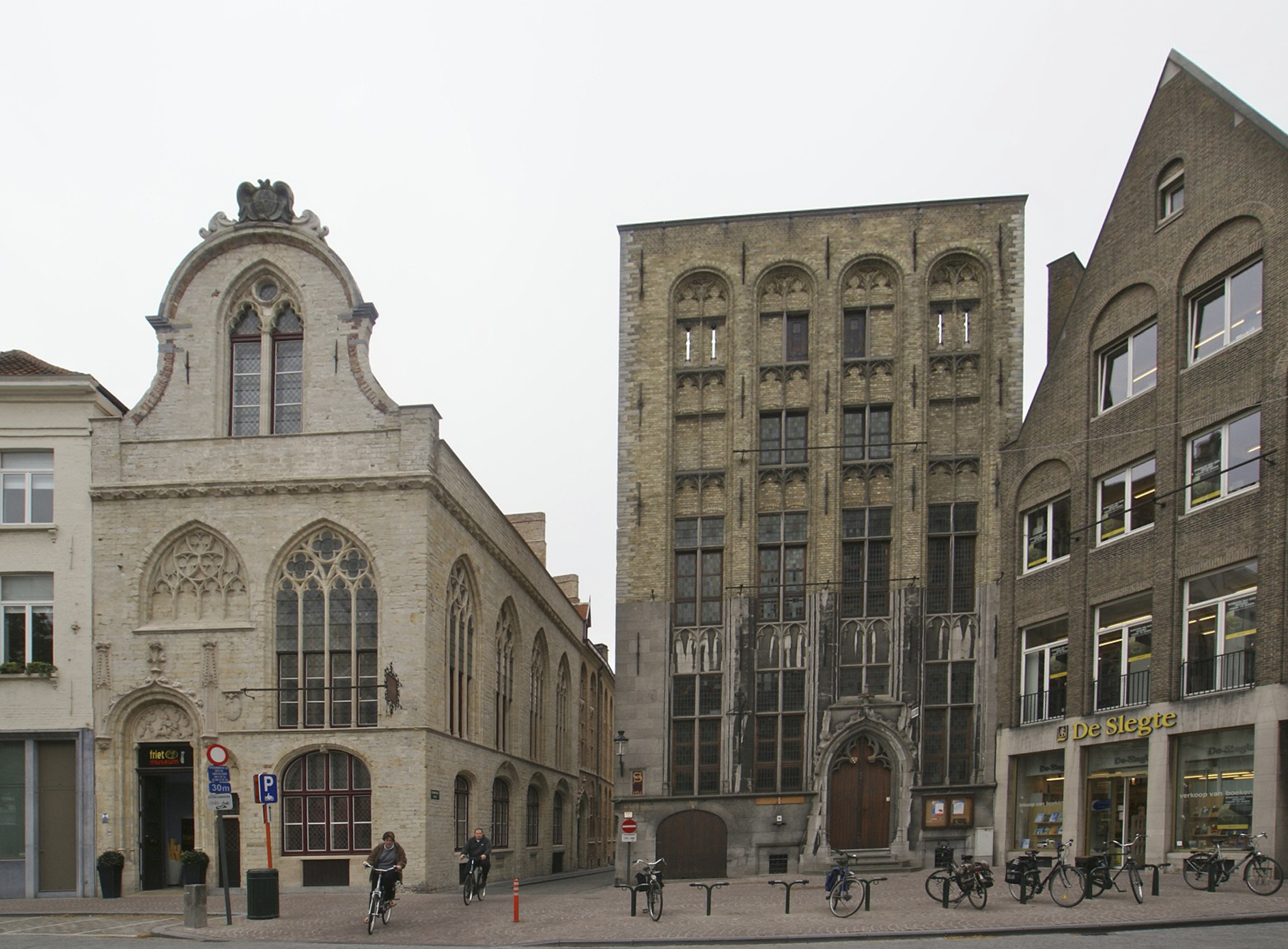
De Saaihalle (links)

Vanaf 1792 tot 1849 waren zadelmakers en cabaretiers in het gebouw gehuisvest. De zadelmakers boden ook logies aan hun knechten (meestal een zestal). De laatste bekende zadelmaker die er woonde was Karel Tylleman, die er bleef tot 1849. Restauratiewerken uitgevoerd voor rekening van de eigenaars Van Lede vonden plaats in 1850-1852, waarna het gebouw werd verhuurd door de vereniging Burgerwelzijn, waar de Van Ledes goede relaties mee hadden.
Tijdens en na het Interbellum werd het gebouw gebruikt als bioscoopzaal onder de naam 'Coliseum' en vervolgens als danszaal en restaurant.
In 1978 werd het gekocht door een bank, die een grondige restauratie realiseerde. Sinds 2008 is er het Frietmuseum gevestigd.